# Bodzentyn (gmina)
Bodzentyn – gmina miejsko-wiejska w województwie świętokrzyskim, w powiecie kieleckim. W latach 1975–1998 gmina położona była w województwie kieleckim.
Siedziba gminy to Bodzentyn.
Na koniec 2010 r. gminę zamieszkiwało 11 656 osób. Natomiast według danych z 31 grudnia 2019 roku gminę zamieszkiwało 11 479 osób.
W czasach Królestwa Polskiego gmina leżała w powiecie kieleckim w guberni kieleckiej. 13 stycznia 1870 do gminy przyłączono pozbawiony praw miejskich Bodzentyn.

## Struktura powierzchni
Według stanu na 1 stycznia 2011 r. powierzchnia gminy wynosi 159,75 km², z czego miasto Bodzentyn zajmuje 8,65 km², zaś obszary wiejskie – 151,10 km².
W 2007 r. 50% obszaru gminy stanowiły użytki rolne, a 45% – użytki leśne.

## Demografia
Liczba ludności (dane z 31 grudnia 2010):
|        | Ogółem | Ogółem | Kobiety | Kobiety | Mężczyźni | Mężczyźni |
| osób   | %      | osób   | %       | osób    | %         |           |
| ------ | ------ | ------ | ------- | ------- | --------- | --------- |
| Ogółem | 11 656 | 100    | 5887    | 50,51   | 5769      | 49,49     |
| Miasto | 2223   | 19,07  | 1168    | 10,02   | 1055      | 9,05      |
| Wieś   | 9433   | 80,93  | 4719    | 40,49   | 4714      | 40,44     |

▶Wieś vs ▶miasto
Ogółem (▶k, ▶m)
Miasto (▶k, ▶m)
Wieś (▶k, ▶m)

## Miejscowości

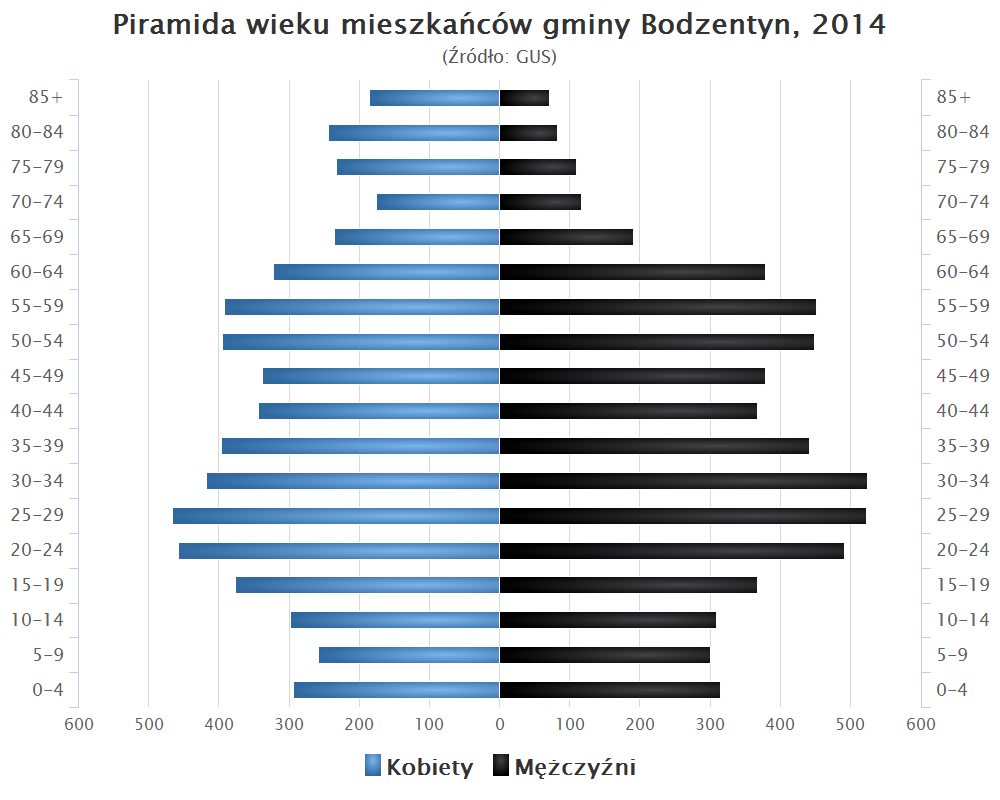
Piramida wieku mieszkańców gminy Bodzentyn w 2014 roku

| Tab. 2. Miejscowości podstawowe oraz ich integralne części w administracji gminy Bodzentyn - z wyrażeniem ich położenia geograficznego.                                                   | Tab. 2. Miejscowości podstawowe oraz ich integralne części w administracji gminy Bodzentyn - z wyrażeniem ich położenia geograficznego. | Tab. 2. Miejscowości podstawowe oraz ich integralne części w administracji gminy Bodzentyn - z wyrażeniem ich położenia geograficznego. | Tab. 2. Miejscowości podstawowe oraz ich integralne części w administracji gminy Bodzentyn - z wyrażeniem ich położenia geograficznego. | Tab. 2. Miejscowości podstawowe oraz ich integralne części w administracji gminy Bodzentyn - z wyrażeniem ich położenia geograficznego. |
| Identyfikator SIMC | Nazwa miejscowości | Rodzaj miejscowości | Miejscowość nadrzędna | Położenie geograficzne |
| --- | --- | --- | --- | --- |
| 0230208 | Aleksandrówka | część wsi | Orzechówka | 50°59′24″N 20°53′43″E/50,990000 20,895278                                                                                               |
| 0230102 | Bodzentyn | miasto | | 50°56′28″N 20°57′25″E/50,941111 20,956944                                                                                               |
| 0230119 | Celiny | wieś | | 50°55′20″N 20°57′02″E/50,922222 20,950556                                                                                               |
| 0230326 | Cerle | wieś | | 50°56′43″N 20°51′56″E/50,945278 20,865556                                                                                               |
| 0230183 | Chrusty | przysiółek wsi | Leśna-Stara Wieś | 50°57′21″N 20°54′32″E/50,955833 20,908889                                                                                               |
| 0230125 | Dąbrowa Dolna | wieś | | 50°55′19″N 20°58′22″E/50,921944 20,972778                                                                                               |
| 0230131 | Dąbrowa Górna | wieś | | 50°55′59″N 20°58′05″E/50,933056 20,968056                                                                                               |
| 0230214 | Dąbrówka | część wsi | Orzechówka | 50°59′30″N 20°54′14″E/50,991667 20,903889                                                                                               |
| 0230220 | Gołębiówka | część wsi | Orzechówka | 50°59′29″N 20°53′11″E/50,991389 20,886389                                                                                               |
| 0230527 | Grabowa | część wsi | Święta Katarzyna | 50°55′19″N 20°52′40″E/50,921944 20,877778                                                                                               |
| 0230148 | Hucisko | wieś | | 50°57′44″N 20°52′08″E/50,962222 20,868889                                                                                               |
| 0230154 | Kamieniec | wieś | | 50°57′44″N 20°53′49″E/50,962222 20,896944                                                                                               |
| 0230160 | Kamienna Góra | wieś | | 50°58′15″N 20°56′05″E/50,970833 20,934722                                                                                               |
| 0230289 | Kamionka | część wsi | Podmielowiec | 50°58′55″N 20°55′14″E/50,981944 20,920556                                                                                               |
| 0230556 | Kapkazy | przysiółek wsi | Wiącka | 50°58′24″N 20°50′01″E/50,973333 20,833611                                                                                               |
| 0230591 | Kopciowiec | przysiółek wsi | Wzdół-Kolonia | 50°58′50″N 20°52′49″E/50,980556 20,880278                                                                                               |
| 1066254 | Kresy | wieś | | brak danych |
| 0230177 | Leśna-Stara Wieś | wieś | | 50°57′50″N 20°55′16″E/50,963889 20,921111                                                                                               |
| 0991841 | Michalinów | przysiółek wsi | Wzdół-Kolonia | 50°58′40″N 20°52′59″E/50,977778 20,883056                                                                                               |
| 0230295 | Nowa Wieś | część wsi | Podmielowiec | 50°59′29″N 20°56′17″E/50,991389 20,938056                                                                                               |
| 0230190 | Orzechówka | wieś | | 50°59′29″N 20°52′56″E/50,991389 20,882222                                                                                               |
| 0230444 | Ośrodek | przysiółek wsi | Sieradowice Pierwsze | 50°57′56″N 20°57′35″E/50,965556 20,959722                                                                                               |
| 0230421 | Parcelanci | wieś | | 50°57′59″N 20°56′43″E/50,966389 20,945278                                                                                               |
| 0230237 | Parcele | wieś | | 50°58′30″N 20°59′22″E/50,975000 20,989444                                                                                               |
| 0230250 | Podgórze | wieś | | 50°55′47″N 20°55′20″E/50,929722 20,922222                                                                                               |
| 0230266 | Podkonarze | wieś | | 50°57′40″N 20°56′28″E/50,961111 20,941111                                                                                               |
| 0230310 | Podlesie | wieś | | 50°56′42″N 20°52′56″E/50,945000 20,882222                                                                                               |
| 0230272 | Podmielowiec | wieś | | 50°59′16″N 20°55′43″E/50,987778 20,928611                                                                                               |
| 0230303 | Psary-Kąty | wieś | | 50°56′23″N 20°52′54″E/50,939722 20,881667                                                                                               |
| 0230332 | Psary-Podłazy | wieś | | 50°57′05″N 20°53′13″E/50,951389 20,886944                                                                                               |
| 0230349 | Psary-Stara Wieś | wieś | | 50°56′34″N 20°54′37″E/50,942778 20,910278                                                                                               |
| 0230361 | Siekierno-Podmieście | wieś | | 50°58′43″N 20°56′40″E/50,978611 20,944444                                                                                               |
| 0230378 | Siekierno-Przedgrab | wieś | | 50°59′01″N 20°56′59″E/50,983611 20,949722                                                                                               |
| 0230384 | Siekierno-Smyków | część wsi | Siekierno-Przedgrab | 50°58′43″N 20°56′58″E/50,978611 20,949444                                                                                               |
| 0230390 | Siekierno-Stara Wieś | część wsi | Siekierno-Przedgrab | 50°59′01″N 20°56′15″E/50,983611 20,937500                                                                                               |
| 0230409 | Sieradowice Drugie | wieś | | 50°57′58″N 20°58′22″E/50,966111 20,972778                                                                                               |
| 0230438 | Sieradowice Pierwsze | wieś | | 50°57′33″N 20°58′08″E/50,959167 20,968889                                                                                               |
| 0991284 | Sieradowice-Parcele | wieś | | 50°58′10″N 20°57′28″E/50,969444 20,957778                                                                                               |
| 0991829 | Sitki | przysiółek wsi | Śniadka Druga | 50°57′25″N 21°00′33″E/50,956944 21,009167                                                                                               |
| 0230473 | Skorucin | przysiółek wsi | Ściegnia | 50°59′09″N 20°54′36″E/50,985833 20,910000                                                                                               |
| 0230600 | Stara Wieś | przysiółek wsi | Wzdół-Kolonia | 50°58′30″N 20°52′52″E/50,975000 20,881111                                                                                               |
| 0991812 | Stepka | przysiółek wsi | Wzdół-Kolonia | 50°58′06″N 20°53′17″E/50,968333 20,888056                                                                                               |
| 0230450 | Ściegnia | wieś | | 50°58′30″N 20°54′13″E/50,975000 20,903611                                                                                               |
| 0230480 | Śniadka Druga | wieś | | 50°57′35″N 20°59′28″E/50,959722 20,991111                                                                                               |
| 0230496 | Śniadka Pierwsza | wieś | | 50°57′24″N 20°58′50″E/50,956667 20,980556                                                                                               |
| 0230504 | Śniadka Trzecia | wieś | | 50°57′38″N 21°00′08″E/50,960556 21,002222                                                                                               |
| 0230510 | Święta Katarzyna | wieś | | 50°54′23″N 20°52′52″E/50,906389 20,881111                                                                                               |
| 0230243 | Trzcianka | wieś | | 50°57′58″N 21°00′46″E/50,966111 21,012778                                                                                               |
| 0230540 | Wiącka | wieś | | 50°58′33″N 20°51′35″E/50,975833 20,859722                                                                                               |
| 0230562 | Wilków | wieś | | 50°54′46″N 20°50′44″E/50,912778 20,845556                                                                                               |
| 0230579 | Wola Szczygiełkowa | wieś | | 50°53′49″N 20°57′45″E/50,896944 20,962500                                                                                               |
| 0230616 | Wzdół Rządowy | wieś | | 50°58′55″N 20°51′50″E/50,981944 20,863889                                                                                               |
| 0230585 | Wzdół-Kolonia | wieś | | 50°58′16″N 20°52′52″E/50,971111 20,881111                                                                                               |
| 0230467 | Wzdół-Parcele | wieś | | 50°58′51″N 20°53′51″E/50,980833 20,897500                                                                                               |
| 0991835 | Wzorki | część wsi | Święta Katarzyna | 50°54′44″N 20°53′06″E/50,912222 20,885000                                                                                               |
| Źródła: Wykaz urzędowych nazw miejscowości i ich części (xls),Dz.U. z 2013 r. poz. 200 oraz Dz.U. z 2015 r. poz. 1636, Zbiory danych państwowego rejestru nazw geograficznych -2025-06-15 | | | | |

## Oświata
Na terenie gminy znajduje się siedem szkół podstawowych:
- Szkoła Podstawowa im. Antoniego Wacińskiego w Bodzentynie
- Szkoła Podstawowa w Śniadce (filia szkoły im. Antoniego Wacińskiego w Bodzentynie)
- Szkoła Podstawowa im. Oddziału AK "Wybranieccy" we Wzdole Rządowym
- Szkoła Podstawowa im. Poetów Doliny Wilkowskiej w Świętej Katarzynie
- Szkoła Podstawowa w Woli Szczygiełkowej
- Szkoła Podstawowa w Leśnej
- Szkoła Podstawowa im. Stefana Żeromskiego w Psarach

## Sołectwa
Celiny, Dąbrowa Dolna, Dąbrowa Górna, Hucisko, Kamieniec, Leśna-Stara Wieś, Orzechówka, Podgórze, Podmielowiec, Psary-Kąty, Psary-Podłazy, Psary-Stara Wieś, Siekierno, Sieradowice, Ściegnia, Śniadka, Święta Katarzyna, Wiącka, Wilków, Wola Szczygiełkowa, Wzdół Rządowy, Wzdół-Kolonia, Wzdół-Parcele.
Pozostałe miejscowości: 
Cerle, Kamienna Góra, Kresy, Parcelanci, Parcele, Podkonarze, Podlesie, Siekierno-Podmieście, Siekierno-Przedgrab, Sieradowice Drugie, Sieradowice Pierwsze, Sieradowice-Parcele, Śniadka Druga, Śniadka Pierwsza, Śniadka Trzecia, Trzcianka

## Sąsiednie gminy
Bieliny, Górno, Łączna, Masłów, Nowa Słupia, Pawłów, Suchedniów, Wąchock